# 巖美洲鱥
巖美洲鱥（學名：Notropis rupestris），為輻鰭魚綱鯉形目雅羅魚科的其中一種，分布於北美洲美國田納西州坎伯蘭河中部流域，本魚呈長橢圓形且側扁，眼大、口近下位，體側中央有一條黑色縱紋，從吻部一直延伸至尾柄，背鰭軟條8枚;臀鰭軟條7-9枚，體長可達7公分，棲息在植被生長、岩石底質的溪流上游，屬雜食性，以藻類、水生昆蟲、橈足類為食，生活習性不明。